# Американо-сомалилендские отношения
Американо-сомалилендские отношения — двусторонние международные отношения между США и Сомалилендом.
Обе страны не имеют официальных дипломатических отношений. Хотя у Сомалиленда есть представительство в Вашингтоне, у него нет официального дипломатического статуса в соответствии с положениями Венской конвенции о дипломатических отношениях. Обе страны поддерживают контакты, происходили встречи делегаций обеих сторон.

## История
Политика США в отношении Сомалиленда заключается в том, чтобы сначала позволить Африканскому союзу обсудить вопрос о статусе Сомалиленда как независимого государства. США вовлекают Сомалиленд в такие политические вопросы, как демократизация и экономическое развитие. В 2007 году США предоставили помощь в размере 1 млн $ через Международный республиканский институт для поддержки обучения депутатов и других ключевых программ подготовки к президентским выборам 2010 года в Сомалиленде. Ожидалось, что после выборов США предоставят ещё 1,5 миллиона долларов в качестве постоянной поддержки процесса демократизации в Сомалиленде после выборов.
С 20 по 28 марта 2010 года делегация старших министров и депутатов Сомалиленда посетила США по приглашению США. Делегация встретилась с высокопоставленными должностными лицами Совета национальной безопасности в Исполнительном здании Белого дома. Делегация провела многочисленные обсуждения с руководством Африканского бюро Госдепартамента, включая помощника госсекретаря по делам Африки, первого заместителя помощника госсекретаря по делам Африки и заместителя помощника госсекретаря по Восточной Африке.
На встречах также присутствовали высокопоставленные должностные лица министерства обороны США и других соответствующих правительственных бюро и агентств США. Обе страны изучили политический статус Сомалиленда в свете Джибутийского мирного процесса. Дискуссии вращались вокруг религиозного экстремизма, терроризма, пиратства и отсутствия вменяемого социального и экономического развития. Американская сторона заявила о своей поддержке и согласилась на создание совместной контрольной группы для наблюдения за достигнутым прогрессом.
Делегация также провела переговоры с базирующимися в США частными и некоммерческими организациями и многосторонними донорами, такими как USAID и Всемирный банк. Делегация подчеркнула области, оказывающие наибольшее влияние на повседневную жизнь людей, такие как чистая питьевая вода, улучшение сельского хозяйства, здравоохранение, образование и развитие сельских районов. В итоге делегация завершила свой визит встречей с сообществом Сомалиленда в Вашингтоне.
24 сентября 2010 года помощник госсекретаря по делам Африки Джонни Карсон заявил, что США изменят свою стратегию в Сомали и будут стремиться к более тесному взаимодействию с правительствами Сомалиленда и Пунтленда, продолжая поддерживать сомалийские Переходное правительство. Карсон сказал, что США направят гуманитарных работников и дипломатов в Пунтленд и Сомалиленд, и упомянул о возможности будущих проектов развития. Однако дипломат подчеркнул, что США не будут официально признавать ни один из регионов.
В июне 2014 года Сомалиленд и USAID открыли новый проект ветроэнергетики в аэропорту Харгейсы. Новый ветроэнергетический комплекс находится в ведении Министерства энергетики и минеральных ресурсов Сомалиленда, которое, как было объявлено, управлять им через государственно-частное партнёрство и контролировать его повседневную работу. Данная инициатива является частью более крупной двусторонней программы «Партнёрство для экономического роста», в рамках которой было инвестировано более 14 млн $ в секторы энергетики, животноводства и сельского хозяйства Сомалиленда, а также в развитие частного сектора. Партнёрство направлено, в частности, на создание местных технологий использования возобновляемых источников энергии, при этом новый ветроэнергетический объект, как ожидалось, станет более рентабельной альтернативой дизельному топливу.
Также планировалось обеспечить электроэнергией аэропорт Харгейсы и близлежащие населённые пункты. Инвестиции в строительство аэропорта стали результатом того, что с 2010 года USAID вложило в Сомалиленд почти 50 млн $ в таких областях, как стабилизация общества, управление, образование, здравоохранение и экономический рост.
В августе 2020 года США похвалили Сомалиленд и Тайвань за официальное оформление отношений. В твите Совета национальной безопасности при администрации Трампа говорилось: «Приятно видеть, что Тайвань активизирует своё участие в Восточной Африке во время такой огромной потребности. Тайвань — отличный партнёр в области здравоохранения, образования, технической помощи и многого другого!».
В ноябре 2021 года члены Конгресса США впервые встретились с делегацией Сомалиленда в Капитолии. Руководитель делегации Башир Гот, который является главой представительства Сомалиленда в Алегзандрии, заявил о цели визита: «Мы приехали в США, чтобы показать им, что у нас тот же враг, и наша долгосрочная стратегия — мы хотим быть ближе к демократиям и рыночной экономике, к таким, как США. Мы противостоим Китаю [и] китайскому влиянию на Африканском Роге, и мы заслуживаем помощи [правительства США]». В состав делегации входили министр иностранных дел Эсса Кайд и специальный посланник Эдна Адан Исмаил.
Одной из целей делегации было выступать за то, чтобы США исключили Сомалиленд из его включения в классификацию Государственного департамента «Уровень 4: Не путешествовать» для Сомали. Сотрудники сенаторов Джима Риша, Линдси Грэм и представителей Крис Смит, Кей Грейнджер и Майкл МакКол приступили к миссии по установлению фактов, чтобы найти стратегическую ценность взаимодействия с официальными лицами из Сомалиленда для противодействия досягаемости Китая в Африке, с чем они согласились, когда вернулись домой после того, как посетили Сомалиленд в декабре 2021 года.
По данным Госдепа, USAID, Минобороны и Госдеп США «выразили готовность изучить возможности сотрудничества с Сомалилендом по вопросам, представляющим взаимный интерес». Однако агентства сослались на натянутые отношения Сомалиленда с Сомали и поддержку «территориальной целостности Федеративной Республики Сомали» и призвали к «взаимоприемлемому решению вопроса о статусе Сомалиленда». На встречах также не обсуждался потенциальный американский военный персонал или техника.
14 марта 2022 года президент Сомалиленда Муса Бихи Абди посетил США, что стало его первым официальным визитом. И Абди, и министр иностранных дел Эсса Кайд встретились с членами Конгресса и официальными лицами администрации Байдена. Бихи предположил, что США могут открыть дипломатический офис в Харгейсе. Обе стороны призывали к более тесному сотрудничеству, но США не стали признавать Сомалиленд. Американские официальные лица опасаются, что признание Сомалиленда дестабилизирует отношения с Сомали, другими африканскими странами и Африканским союзом, и что это может привести к дальнейшей эскалации гражданской войны в Сомали. Абди выступил на мероприятии, организованном Heritage Foundation, выступая за более тесные связи и признание со стороны США.
После встречи с Мусой Бихи Абди и Эссой Кайдом конгрессмен Скотт Перри представил закон об официальном признании Сомалиленда под названием «Закон о независимости Республики Сомалиленд». В июне 2022 года была внесена смягчённая версия законопроекта под названием «Закон о партнёрстве с Сомалилендом», который не будет прямо признавать Сомалиленд страной, а вместо этого потребует, чтобы «Государственный департамент отчитался перед Конгрессом о взаимодействии с Сомалилендом, и провёл технико-экономическое обоснование в консультации с министром обороны относительно установления партнёрства между Соединёнными Штатами и Сомалилендом».
12 мая 2022 года посол США в Сомали Ларри Андре-младший и командующий Африканским командованием ВС США Стивен Таунсенд встретились с президентом Сомалиленда Мусой Бихи Абди в Харгейсе. Американские чиновники заявили, что США не будут продвигать «сепаратистскую идеологию, подталкиваемую Сомалилендом» в контексте президентских выборов в Сомалиленде в 2022 году и будут продолжать «единую политику в отношении Сомали», призывая к тесному сотрудничеству между Сомали и Сомалилендом.